# Танка линија смрти (филм из 2017)
Танка линија смрти (енгл. Flatliners) амерички је научнофантастични хорор филм из 2017. године. Режију потписује Нилс Арден Оплев, по сценарију Бена Риплија. Самостални је наставак и римејк истоименог филма из 1990. Главне улоге тумаче Елиот Пејџ, Дијего Луна, Нина Добрев, Џејмс Нортон и Кирси Клемонс. Прати пет студената медицине који покушавају да спроведу експерименте који производе искуства блиске смрти.
Sony Pictures је приказивао филм од 29. септембра 2017. године. Добио је помешане рецензије критичара, који су приметили да се понављају проблеми из првобитног филма у неиспуњењу његове занимљиве премисе. Међутим, остварио је умерени финансијски успех, зарадивши преко 45 милиона долара наспрам буџета од 19. милиона.

## Радња
Пет компетитивних студената медицине, опседнутих мистеријом која се крије иза граница живота, започињу смео експеримент: накратко заустављају своја срца и тако доживљавају искуства налик смрти — што им омогућава да из прве руке виде какав је живот после смрти. 
Али како њихов експеримент постаје све опаснији, све их прогоне греси из прошлости изазвани паранормалним последицама преласка на другу страну.

## Улоге
| Глумац          | Улога  |
| --------------- | ------ |
| Елиот Пејџ      | Кортни |
| Дијего Луна     | Реј    |
| Нина Добрев     | Марло  |
| Џејмс Нортон    | Џејми  |
| Кирси Клемонс   | Софија |
| Кифер Садерланд | Бари   |
| Бо Мирчоф       | Бред   |
| Медисон Бриџиз  | Теса   |
| Мигел Ентони    | Сајрус |